# Microthamnium longirostrum
Microthamnium longirostrum är en bladmossart som beskrevs av Thériot 1926. Microthamnium longirostrum ingår i släktet Microthamnium och familjen Hypnaceae. Inga underarter finns listade i Catalogue of Life.